# Holocheila
Holocheila, monotipski biljni rod trajnica iz porodica medićevki smješten u tribus Pogostemoneae, dio potporodice Lamioideae. Opisan je 1929. . Jedina vrsta je H. longipedunculata, kineski endem iz Yunnana

## Opis
Zeljasta biljka sa 20 do 30 cm. visokom dlakavom stabljikom. Cvjeta od ožujka do svibnja. Plod je oraščić 

## Sinonimi
- Teucrium holocheilum W.E.Evans; Notes Roy. Bot. Gard. Edinburgh 13: 186 (1921)